# محافظة ليرية

محافظة ليريا

محافظة لَيْرِيَة أو لَيْرِيَا (بالبرتغالية: Distrito de Leiria‏) هي محافظة تقع في وسط البرتغال وتضم 16 بلدية. مركز المحافظة هي مدينة ليريا وهي أكبر مدنها سكانا. تبلغ مساحة محافظة ليريا 3.515 كلم مربع فيما يبلغ عدد السكان 459.450 نسمة.